# Wirtualna miłość
Wirtualna miłość (ang. Virtual Sexuality) – brytyjski komediodramat z 1999 roku w reżyserii Nicka Hurrana. Wyprodukowany przez Columbia Pictures.
Premiera filmu miała miejsce 2 lipca 1999 roku w Wielkiej Brytanii.

## Fabuła
Siedemnastoletnia Justine Alice Parker (Laura Fraser) zwiedza wystawę komputerową. Jej uwagę zwraca „Maszyna zmian”, komputer najnowszej generacji, dzięki któremu można wykreować wirtualny ideał kobiety lub mężczyzny. Dziewczyna korzysta z okazji i tworzy postać Jake’a (Rupert Penry-Jones), przystojnego blondyna.

## Obsada
Źródło: Filmweb
- Laura Fraser jako Justine Alice Parker
- Laura MacAulay jako Monica
- Natasha Bell jako Hoover
- Laura Aikman jako Lucy
- Luke de Lacey jako Chas
- Kieran O’Brien jako Alex
- Marcelle Duprey jako Fran
- Rupert Penry-Jones jako Jake
- Steve John Shepherd jako Jason
- Roger Frost jako Frank
- Ruth Sheen jako Jackie
- Ram John Holder jako Declan
- Preeya Kalidas jako Charlotte

i inni